# Bobst Group
Il gruppo Bobst, con sede principale a Prilly, è un'azienda svizzera che opera a livello internazionale nella produzione di macchine per l'industria degli imballaggi.

## Storia
L'azienda fu creata a Losanna nel 1890 da Joseph Bobst quale negozio per accessori di stampa, venendo iscritta sul registro di commercio il 9 novembre 1918 come J. Bobst & Fils SA. Nel 1915 Bobst produsse la sua prima macchina. Con l'apertura delle officine a Prilly nel 1938 iniziò la produzione su scala industriale.